# A filozófus lelke, avagy Orfeusz és Euridiké
A filozófus lelke, avagy Orfeusz és Euridiké Joseph Haydn utolsó, London számára komponált, befejezetlen operája. A darab ősbemutatója csak 1951. június 9-én valósult meg Firenzében. Az opera magyarországi bemutatójára a 2009-es Haydn év alkalmából került sor Fischer Ádám jóvoltából.

## Az opera története
Az opera eredetileg az 1700-as évek utolsó évtizedeiben újjáépült Haymarket Theatre megnyitására íródott. A színház korábban leégett, újjáépítése a walesi herceg, a későbbi IV. György király anyagi támogatásával valósult meg. A munkálatokat a közte és III. György király között kitört rivalizálás hátráltatta. A színház leendő igazgatója, Sir John Gallini azt remélte, hogy a társulat London másik operaházának méltó versenytársa lehet majd. Az új Haydn-opera próbái már javában folytak, amikor 1791. május 3-án a király visszavonta a színház megnyitására adott engedélyét, így halasztást szenvedett a megnyitó. Ennek következtében nem jelentették meg az opera librettóját sem nyomtatásban, és végül Haydn sem készítette el a mű végleges partitúráját.
A darab autográf kéziratát ma Berlinben őrzik. A befejezetlen kézirat nem rögzíti pontosan az együttesek és a szólószámok sorrendjét, ezek egy jelentős része beszámozatlan. A mű egy-egy másolatát őrzik még Párizsban és Budapesten is. A budapesti kézirat az autográffal összevetve hiányos, de egy sor olyan áriát tartalmaz, ami nincs benne a berliniben. A legteljesebb kottapéldány a Párizsi Nemzeti Könyvtárban található. 1951-ben ez alapján állították színpadra a darabot.
1951-ben a firenzei közönség kedvező fogadtatásban részesítette az operát, amit 1967-ben bemutattak Bécsben, majd még ugyanebben az évben Edinburgh-ban is. 1995-ben a darab Zürichben, 2009-ben pedig Budapesten került bemutatásra. A Magyar Állami Operaházban Zsótér Sándor sajátos, modern felfogásban állította színpadra a kuriózumnak számító darabot. A közönség körében nem aratott vele osztatlan sikert, de az előadás kritikai visszhangja pozitív volt.

## Az opera szereplői
| Szereplő                   | Hangfekvés       |
| -------------------------- | ---------------- |
| Orfeusz, trák énekes       | tenor            |
| Euridiké, Arideo jegyese   | koloratúrszoprán |
| Creonte, Euridiké apja     | bariton          |
| A lélek, Szibilla küldötte | szoprán          |
| Plutone, az alvilág ura    | basszus          |
| Kapitány                   | tenor            |
| Hírnök                     | basszus          |

## Az opera cselekménye

### I. felvonás
Euridiké kezét apja Arideónak ígérte, de a lány Orfeuszt szereti, ezért elhagyja az apai házat. Egy erdőn keresztül menekül, amikor egyszer csak szörnyek támadnak rá. Ö inkább a halált választja, minthogy Arideo felesége legyen. Ekkor hirtelen Orfeusz tűnik fel, és dalával megszelídíti a támadókat. A hírnök tájékoztatja Creontét a történtekről. A király látva lánya eltökéltségét és a dalnok bátorságát, beleegyezik, hogy Euridiké Orfeusz felesége legyen.

### II. felvonás
Orfeusz és Euridiké esküvői ceremóniája közben a dalnok egy pillanatra magára hagyja menyasszonyát. Ekkor Arideo hívei jelennek meg, akik el akarják rabolni uruk számára az arát. Euridiké sikeresen tér ki a támadásuk elől, de menekülés közben rálép egy mérges kígyóra, ami megmarja. Közben Creontének a hírnök meghozza Arideo hadüzenetét.

### III. felvonás
Orfeusz elhatározza, hogy leszáll az alvilágba Plútóhoz, hogy visszaszerezze tőle Euridikét. Előtte kikéri Szibilla tanácsát. Szibilla egy lelket küld a segítségére (Géniusz), aki felajánlja neki, hogy végigkalauzolja az úton. Figyelmezteti a dalnokot: miután belépnek az alvilágba, rögtön meg fogja pillantani Euridikét, de mikor elindulnak visszafelé és a lány követni fogja őket, nem szabad visszapillantania rá. Csak az alvilág kijáratánál nézhet ismét rá feleségére.

### IV. felvonás
Plútó nagylelkűen megengedi Orfeusznak, hogy visszavigye feleségét az életbe. Bacchánsnők tűnek fel, és vad táncukkal el akarják téríteni a dalnokot eredeti szándékától, de nem járnak sikerrel. Ám amikor elindul feleségével a felfelé vezető úton, Orfeusz nem tud ellenállni a nő könyörgésének, és egy óvatlan pillanatban visszatekint rá. Ezzel örökre elveszti szerelmét.
Megjegyzés: az 1967-es bécsi előadáson elhagyták a negyedik felvonás töredékes utolsó jelenetét, így Orfeusz és Euridiké visszaindulásával ér véget a történet. A folytatást a nézőkre bízták.

## Hangfelvételek
Euridiké – Joan Sutherland, Orfeusz – Nicolai Gedda, Creonte – Spiro Malas, Géniusz – Mary O’Brian, Hírnök – Malcolm King. Közreműködik: Skót Nemzeti Zenekar és Operakórus, vezényel: Richard Bonynge. A felvétel helye és ideje: 1967. június, Edinburgh, Nemzetközi Zenei Fesztivál (élő előadás). A kiadás éve: 1997. MYTO 2MCD 905.29, 2 CD ADD Stereo.